# Ořechovec pekanový
Ořechovec pekanový (Carya illinoinensis) je druh ořechovce, jehož jiný název pekan pochází z algonquinského slova, které znamená „ořech, který potřebuje k rozbití kámen“. Ořechovec pekanový je mohutný strom pocházející z centrální části jihu Severní Ameriky (státy Iowa, Illinois, Kansas, Missouri, Indiana, Tennessee, Kentucky, Mississippi, Louisiana, Texas, Oklahoma, Arkansas).

## Synonyma
- Carya oliviformis
- Carya pecan
- Hicoria olivaeformis
- Hicoria pecan
- Juglans illinoinensis
- Juglans olivaeformis
- Juglans pecan.

## Popis
Listnatý, jednodomý, opadavý, středně rychle rostoucí strom, dosahující výšek 50 m a šířek 20 m, s přímým kmenem, který má až 2 m v průměru. Kořenový systém je z většiny tvořen velmi dlouhým hlavním kůlovým kořenem. Strom začíná plodit přibližně kolem 20. roku věku a dožívá se přes 300 let. Borka je šedohnědočerná, zprvu hladká a později rozbrázděná do tenkých přerušovaných proužků a často šupinovitá. Koruna je široká a zaoblená. Pupeny jsou žlutohnědé a chlupaté, se žlutohnědým hlavním vrcholovým pupenem (terminální pupen) se 4 šupinami. Letorosty bývají zpočátku hnědé, později červenohnědé, středně silné, hladké. Listové šupiny velké a trojlaločné. Listy jsou leskle zelené barvy (na podzim žluté), tenčí než u ořešáku královského (Juglans regia), 25–50 cm dlouhé, střídavě uspořádané, lichozpeřené, skládají se ze 7–17, 10–20 cm dlouhých a 2,5–4 cm širokých lístků s pilovitým okrajem a kopinatě vejčitou až kopinatě elipsovitou či dlouze elipsovitou čepelí; čepel listu má nesymetrickou, široce klínovitou či ledvinovitou základnu a zašpičatělý vrchol; listy jsou zespodu chlupaté či bez chlupů; řapík listu je 4–8 cm dlouhý, hlavní osa listu (vřeteno) je většinou hladká či mírně chlupatá. Olistění od června do října. Květem je jehněda. Samčí jehnědy jsou téměř bez stopky, žlutozelené a 15 cm dlouhé, s řídce chlupatými prašníky, samičí jsou zelené a mají 7 cm na délku. Květy ořechovce pekanu jsou samosprašné a větrosprašné, při použití více odlišných druhů stromů dochází nicméně k větší sklizni kvalitnějších plodů. Plodem je peckovice s jednou peckou obalenou ve slupce. Slupka 3-4 mm silná, zpočátku zelená a dozráváním hnědnoucí, je rozdělena do několika částí, které se na podzim otevírají, aby uvolnily pecku se semenem uvnitř. Slupka je zde v podstatě pokožka plodu a „oříšek“ je pecka obsahující semeno. Plody rostou po 3 až 12. Pecka je vejčitě elipsovitého tvaru, 3–5 cm dlouhá a 2–3 cm široká, červenohnědé barvy, s asi 1 mm silnou, u báze dvoukomorovou a bezešvou (bez podélné brázdy) skořápkou, s jedlým semenem.
Strom kvete v dubnu až květnu, plody dozrávají v říjnu. Za rok lze z jednoho dospělého stromu (75–225 let starý) sklidit 200–450 kg plodů.

## Příbuznost
Ořechovec pekan (a ořechovce obecně) jsou blízce příbuzné ořešákům, například ořešáku královskému Juglans regia, známému a pěstovanému mimo jiné v České republice. Ořechovec pekan je hodně šlechtěn, existuje přes 500 kultivarů, které se liší množstvím plodů ročně, velikostí plodů, tloušťkou skořápky, vlastnostmi jader (semen) - příchutí a olejnatostí, dobou první plodnosti stromu, odolností stromu proti nemocem, délkou zrání plodů, odolností vůči mrazu a jinými vlastnostmi.

## Výskyt
Strom roste přirozeně v jižní části Severní Ameriky především v údolí řeky Mississippi a jejích přítoků (od států Iowa a Illinois až po Mexický záliv) a též kolem řek v Oklahomě a Texasu; a v severním Mexiku. Pro komerční sklizeň plodů je vysazován též v Alabamě, Louisianě, Georgii, Mississippi, a Novém Mexiku (v Novém Mexiku s umělým zavlažováním) a mimo USA v jižní Africe, Austrálii, Číně, Francii, Izraeli a Španělsku a jinde.

## Ekologie
Strom potřebuje plné slunce, snese i polostín (v polostínu se mu tolik nedaří), nesnáší stín. Roste v nadmořských výškách 500 až 1200 m. Půdy aluviální, mírně kyselé až neutrální či mírně zásadité – pH 4,5–8,3 , vlhké, hluboké, písčité, jílové či jílovité, vodu dobře odvádějící (nemá rád trvale zavodněné, ale ani příliš dlouho vysušené půdy), nesnáší zasolení půdy, potřebuje půdy bohaté na humus. V přírodě roste obvykle ve smíšených lesích dohromady s jilmem Ulmus americana, ambroní západní Liquidambar styraciflua, topoly Populus a dřezovcem trojtrnným Gleditsia triacanthos a jinými blízko řek, ve vlhkém a teplém klimatu; nejrychleji roste při průměrné letní teplotě 24–30 °C a úhrnných ročních srážkách asi 2400 mm. Strom dokáže tolerovat zatopení ve stádiu dormance, nikoliv ovšem ve stádiu vegetace. Ořechovec pekan je citlivý na lesní požáry pro svou poměrně tenkou borku. Po požáru dochází k regeneraci populace prostřednictvím semen, šířených vodou a zvířaty. Mrazuvzdorný do –28 °C. Semena potřebují pro klíčení před výsevem studenou a vlhkou stratifikaci po dobu 30–60 dní při teplotě kolem 4 °C a pak projít vývojem při pokojové teplotě. Při výsevu semen přímo ven je třeba chránit semena před myšmi. Jakmile budou semenáče dostatečně velké pro manipulaci, je potřebné je opatrně přesadit do hlubokého květináče kvůli dlouhému kůlovému kořenu a pak co nejdříve zasadit do místa trvalého růstu. Před první zimou je dobrá mírná ochrana sazenice před mrazy.
Strom je důležitou potravou a úkrytem pro různá zvířata: semenáče stromu a nižší větve dospělých stromů spásá jelenec běloocasý Odocoileus virginianus; semeny stromu se živí mnoho ptáků, dále mýval severní Procyon lotor, vačice Didelphimorphia a veverky.

## Nepřátelé a nemoci
Semeno uvnitř skořápky požírají brouk z rodu nosatců Curculio caryae a housenky obaleče ořechovcového Cydia caryana. Na pupenech a též semenech stromu si pochutnávají larvy zavíječe ořechožravého Acrobasis nuxvorella. Ze spodní strany listů škodí černá mšice Melanocallis caryaefoliae. Kmen stromu ražbou tunelů poškozují a strom oslabují drtníci Xylosandrus crassiusculus, kteří nepožírají dřevo, ale živí se symbiotickými houbami z rodu Ambrosiella, které v těchto tunelech pěstují a mnoho dalších. Z infekčních nemocí například bakterie Agrobacterium tumefaciens, která infikuje poškozené či prasklé kořeny a potom způsobuje nádory na těchto kořenech a celkově oslabuje strom. Houba čern Fusicladium effusum způsobuje strupy, poškození a likvidaci rostlinných pletiv na větvích, řapících, listech a na plodech a další.
Naopak tento strom je výrazně imunní vůči napadení houbou václavkou (Armillaria).

## Přátelé
Dobře maskovaná severoamerická zákeřnice Arilus cristatus je pro strom prospěšná, jedná se o predátora, požírajícího celou řadu jiného hmyzu, tedy i toho, co strom poškozuje.

## Využití člověkem
Tvrdé, těžké, hrubě zrnité, křehké a nepříliš odolné červenohnědé dřevo je využíváno na: rukojeti (zemědělských) nářadí, na nábytek, k výrobě dýhy a podlahovin, vozů či jako palivo. Semena: ke konzumaci – domorodí Američané sbírali a konzumovali s oblibou semena pekanu; semena lze jíst syrová či vařená; obsahují hodně tuku a jsou sladké a máslové chuti; používají se též jako součást zmrzliny, koláčů, dortů a chleba. Skladování plodů: Po zhnědnutí zelené slupky a vypadnutí zralých pecek v pozdním podzimu lze celé neporušené (nevylouskané) pecky ("oříšky"), obsahující uzrálé semeno, skladovat v chladných a suchých prostorech nejméně kolem 6 měsíců. V tradiční medicíně domorodých Američanů (indiánů) byly používány: Listy a borka pro své svíravé účinky. Komančové využívali obklady z drcených listů pekanu na léčbu kožních houbových chorob (dermatofytů). Indiáni ze severoamerického kmene Kiowa pili odvar z borky pekanu proti tuberkulóze. Větrem přenášený pyl stromu může některým lidem způsobovat pylové alergie. Ořechovec pekan je národním stromem Texasu. Pro mohutný vzrůst a ozdobné, peří připomínající a barvy na podzim měnící listí, je využíván také jako okrasná a stínotvorná dřevina, pro velký vzrůst je třeba sázet stromy minimálně 12 metrů od sebe (raději mnohem více) a počítat s obrovskými rozměry stromu, ořechovec pekan není vhodný do malých dvorků.

## Galerie

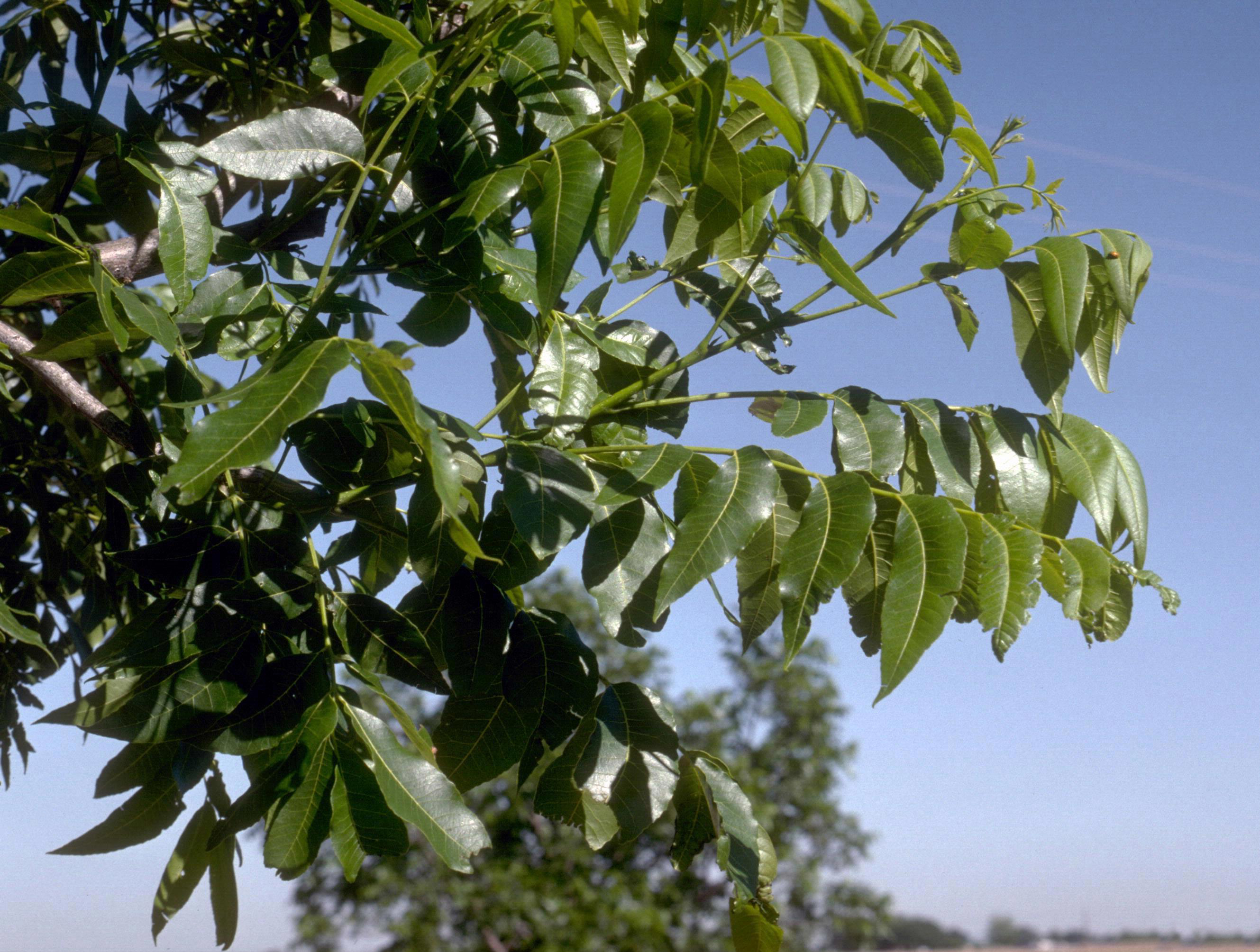
Ořechovec pekan, listí
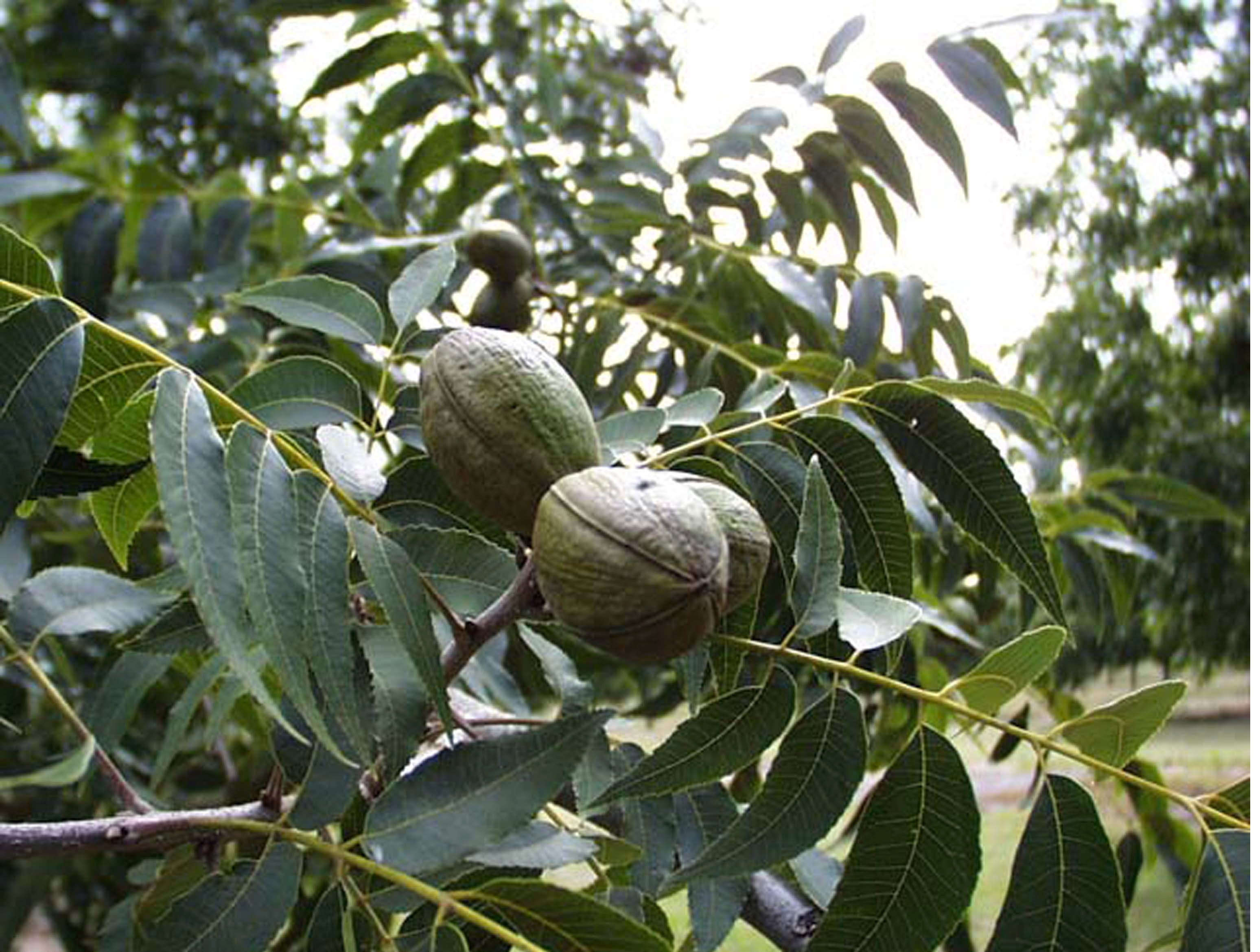
Ořechovec pekan, listy a plody
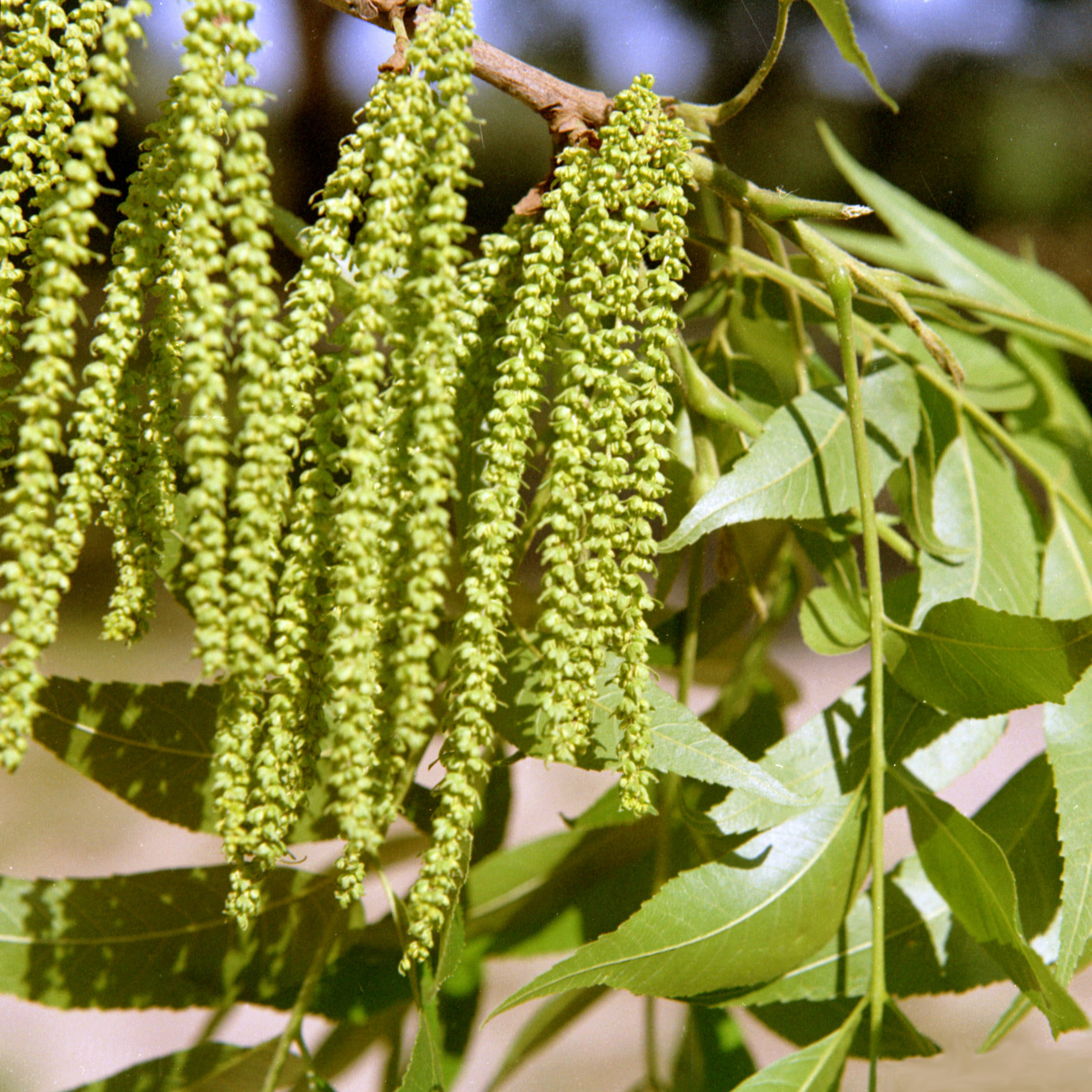
Ořechovec pekan, detail jehnědy
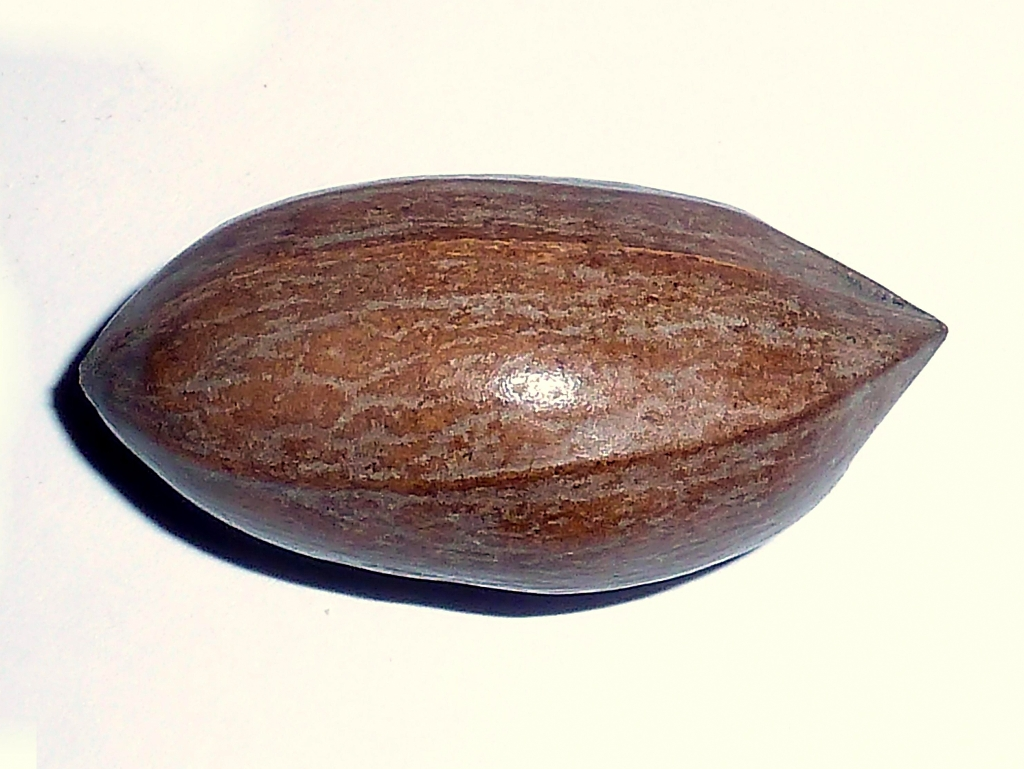
Ořechovec pekan, detail nevylouskané pecky („ořechu“) se semenem uvnitř
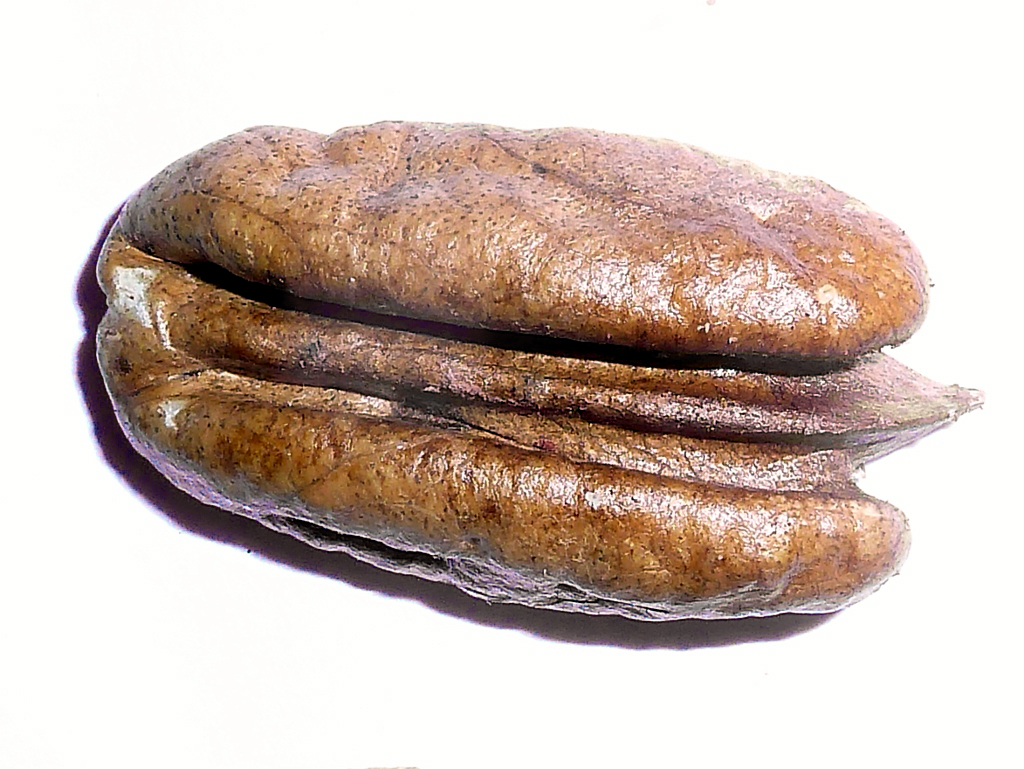
Semeno ořechovce pekanového zvenku, vylouskané z pecky
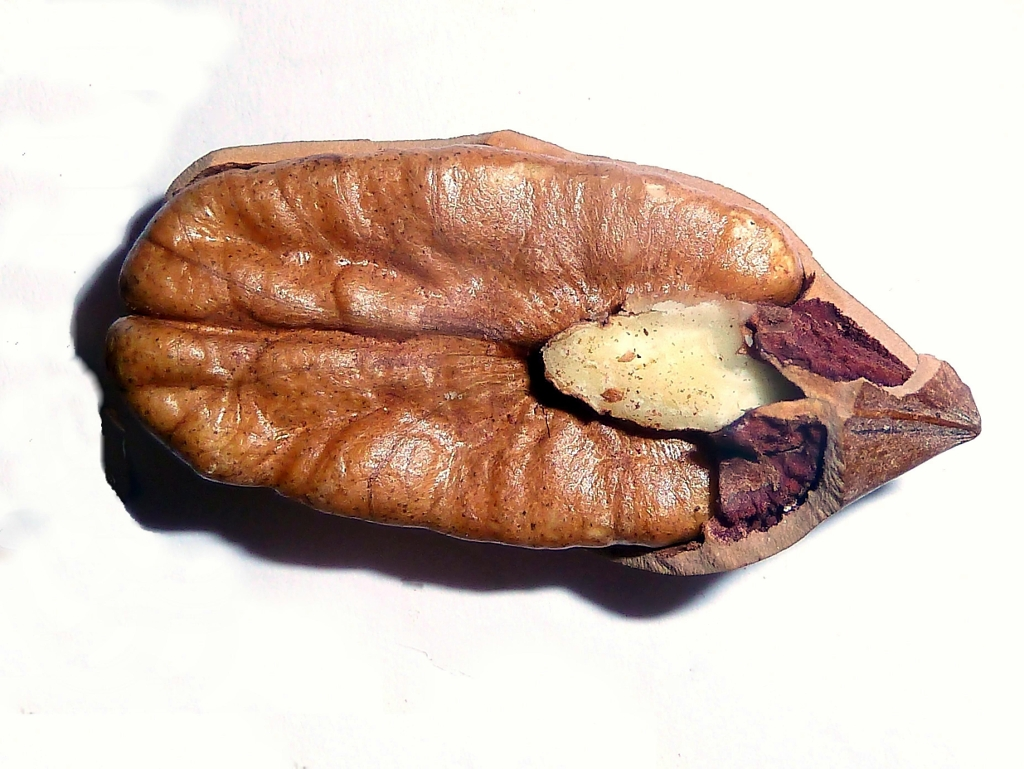
Semeno ořechovce pekanového zevnitř, vylouskané z pecky
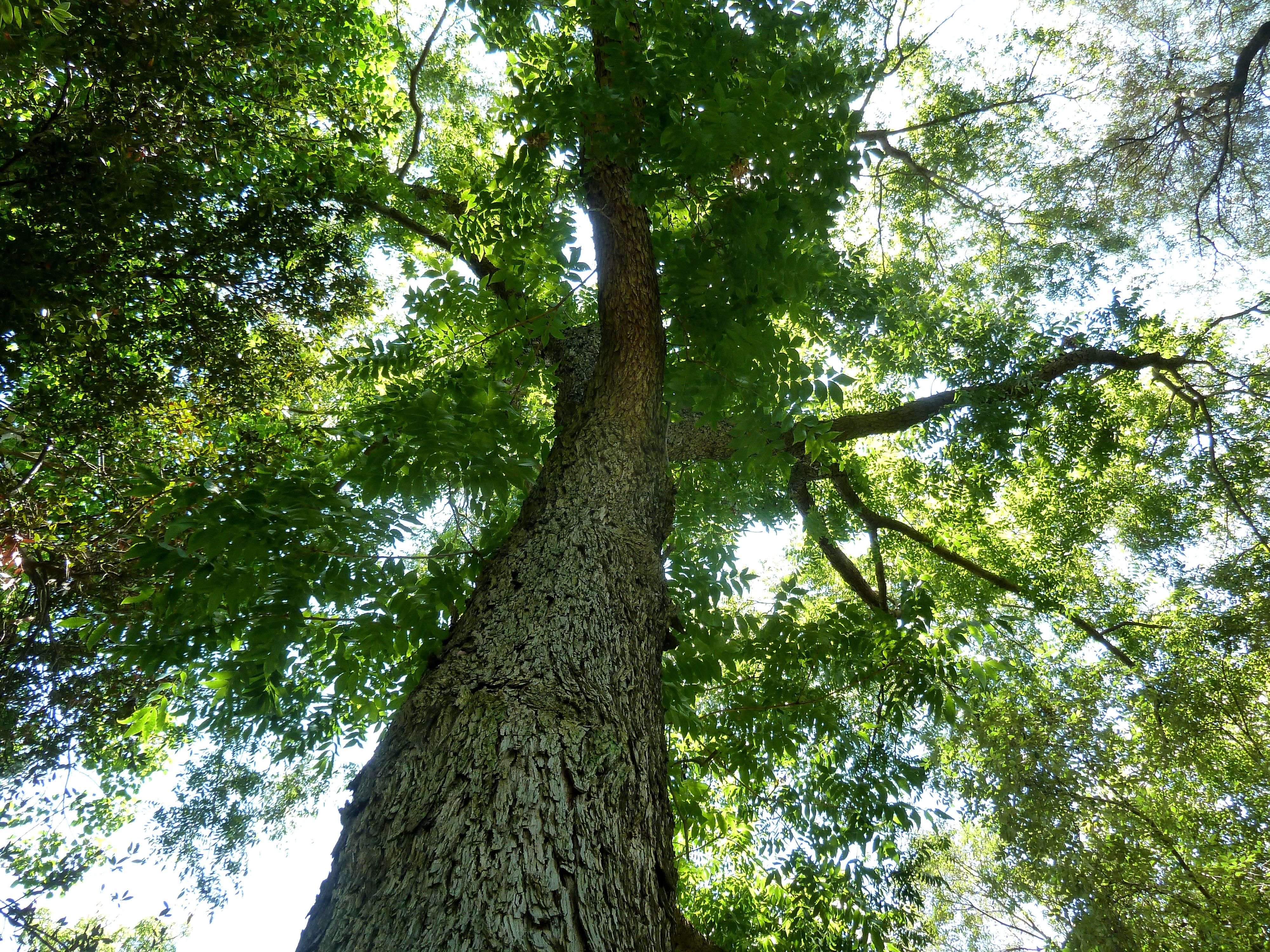
Vnější podoba (habitus) pekanového stromu v botanické zahradě Manie van der Schijff, univerzita v Pretorii, jižní Afrika
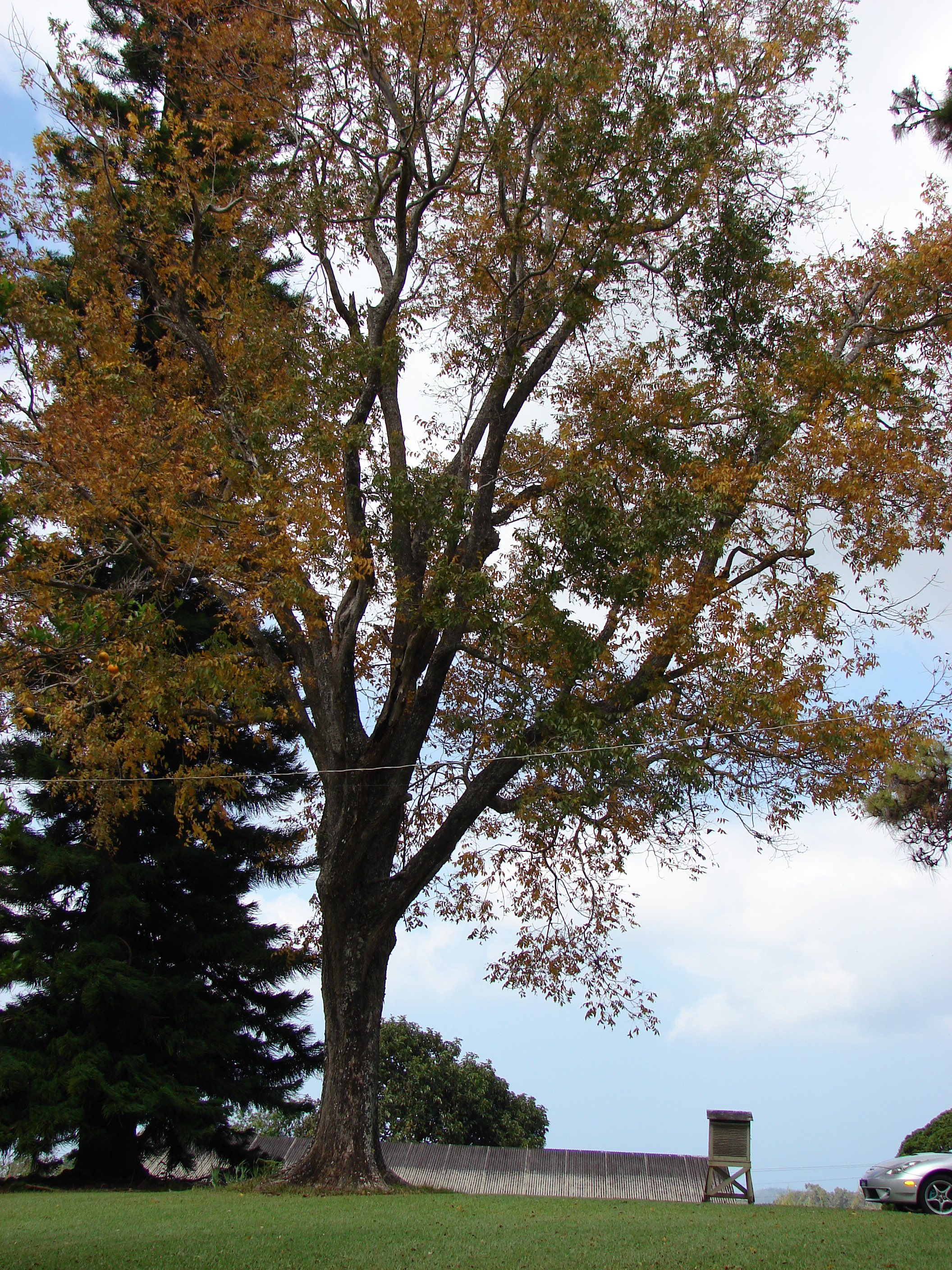
Carya pekan (vnější podoba v době podzimního zbarvování listů). Místo: Maui, MISC HQ Piiholo, Havajské ostrovy, Havaj